# Râul Kafue
Kafue este cel mai important afluent al fluviului Zambezi de pe teritoriul Zambiei.
Conform enciclopediei Britannica (ediția online), râul are o lungime de 960 km, dar calculănd și lungimea meandrelor se ajunge la o lungime de peste 2000 km. Suprafața bazinului său hidrografic ajunge la 155,000 km2 și un debit mediu de 32 km2 pe cursul inferior, cu variații sezoniere.